# 리시 수낵
리시 수낵(영어: Rishi Sunak /ˈrɪʃiː ˈsuːnæk/, 1980년 5월 12일~)은 영국 정치인이자 제79대 영국 총리로, 영국 보수당 당수를 지냈다. 2020년 2월부터 2022년 7월까지 재무장관직을 지냈다. 2019년 7월부터 2020년 2월까지 새지드 재비드 장관 밑에서 수석부장관을 지냈다. 2015년 총선에서 노스요크셔주 리치먼드 선거구 국회의원으로 당선된 이후 현재까지 재직 중이다. 전임이었던 리즈 트러스가 대대적인 경제 정책 실패로 실각하면서 차기 총리에 지명되었다. 이로써 영국 역사상 최초의 인도계이자 유색인종 총리, 동시에 윌리엄 피트 이래 210년 만에 최연소 총리가 되었다.

## 생애 초기
수낵은 1980년 5월 12일 사우샘프턴에서 펀자브 인도계 아프리카인 부모 야시비르 수낵과 우샤 수낵 사이 세 남매 중 장남으로 태어났다. 아버지는 식민지 시절 케냐에서 성장했고, 어머니는 탕가니카에서 출생했다. 친할아버지와 외할아버지 모두 영국령 인도 펀자브 지방에서 태어나 1960년대에 가족과 함께 동아프리카에서 영국으로 이주했다. 친할아버지 람다스 수낵은 파키스탄 출신으로 1935년 나이로비로 이주하여 점원으로 일했으며, 1937년 델리에서 아내 수하그 라니 수낵과 함께 일했다. 그 외할아버지 라그후비르 사인 베리 대영 제국 훈장 수훈자로 탕가니카에서 세무공무원으로 일했고, 탕가니카 태생 스라크샤와 중매결혼하여 세 남매를 낳고 1966년 영국으로 이주해 내국세청에서 일했다. 야시비르는 일반의였고, 우샤는 약사로 지역 약국을 운영했다.
수낵은 햄프셔주 롬지에 있는 예비학교인 스트라우드 스쿨과 소년 독립 기숙학교인 윈체스터 칼리지를 다녔다. 학생회장을 하였으며 여름 휴가 동안에는 사우샘프턴에 있는 커리 식당에서 웨이터로 일했다. 옥스퍼드 대학교 링컨 칼리지에서 철학, 정치, 경제학(PPE)을 전공했으며 2001년 수석 졸업하였다. 대학에서 그는 보수주의 운동 본부에서 인턴십을 맡았다. 2006년, 그는 풀브라이트 장학금을 받으며 스탠퍼드 대학교에서 경영학 석사 학위를 받았다.

## 경영인으로서
수낵은 2001년부터 2004년까지 골드만삭스 분석가로 일했다. 그 후 헤지펀드 운용사인 어린이투자펀드 매니지먼트에서 일했으며, 2006년 9월에는 고위급 임원으로 승진하였다. 2009년 11월에는 캘리포니아에 있는 새로운 헤지펀드 회사인 테렘 파트너스를 창업한 전 동료들과 합류하였다.  2013년부터 2015년까지 장인인 인도 사업가 나라야나 무르티가 소유한 투자 회사 카타마란 벤처스 이사로 근무하기도 했다.

## 정계 입문

### 의원 선출
2014년 10월, 수낵은 웬디 모튼을 누르고 보수당에서 노스요크셔주 리치먼드 지역구에 공천되었다. 해당 지역구는 영국에서 가장 안전한 보수당 의석 중 하나로, 100년 이상 보수당 의원이 선출되었으며 당대표, 외무장관, 수석장관을 지낸 윌리엄 헤이그가 전임자로 있었다. 같은 해 수낵은 중도우파 싱크탱크인 'Policy Exchange'의 흑인 및 소수인종(BME) 연구단 단장을 맡았으며, 영국 내 BME 커뮤니티에 대한 보고서를 공동 집필했다. 2015년 총선에서는 19,550표(36.2%)를 얻어 지역구 의원으로 선출되었다. 2015년부터 2017년까지 환경식품농촌특별위원회 위원을 역임했다.
수낵은 2016년 6월 EU 회원국 국민투표에서 브렉시트를 지지했다. 그해 브렉시트 이후 자유항만 설립을 지원하는 대처주의 싱크탱크인 'Centre for Policy Studies'에서 보고서를 썼고, 이듬해에는 중소기업 소매채권 시장 창출을 주창하는 보고서를 썼다.
2017년 총선에서는 23,108명(40.5%)의 득표율로 재선되었다. 2018년 1월부터 2019년 7월까지 주택공공자치부 차관을 역임했다. 수낵은 세 차례에 걸쳐 테리사 메이 당시 총리의 브렉시트 탈퇴 합의안에 찬성표를 던졌고, 탈퇴 합의안에 대한 2차 국민투표에 반대표를 던졌다.

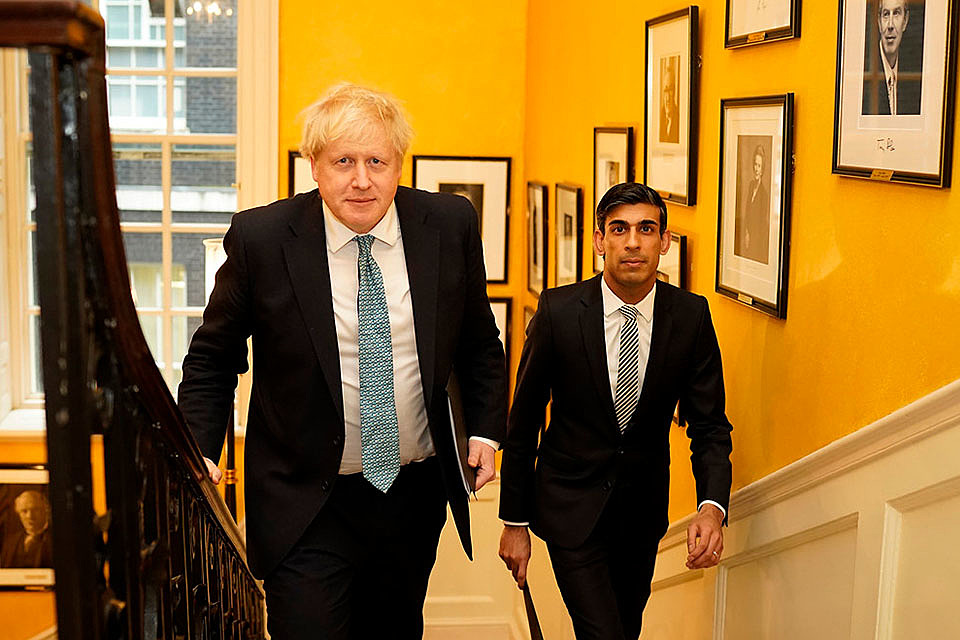
다우닝가 10번지에서 보리스 존슨과 수낵

2019년 보수당 당수 선거에서 보리스 존슨을 지지했고, 6월 선거 기간 동안 동료 의원 로버트 젠릭, 올리버 다우든과 함께 타임즈 신문에 공동 기사를 썼다.

### 재무 수석부장관
2019년 7월 24일 보리스 존슨 총리에 의해 새지드 재비드 휘하 재무부의 수석부장관으로 임명되고, 다음날 추밀원 의원이 되었다.
2019년 총선에서 27,210명(47.2%)의 득표율로 재선되었다. 선거 운동 기간 동안 수낵은 BBC와 ITV의 7자 선거 토론에 보수당 대표로 출연하였다.

## 재무장관 취임

### 임명
수낵이 재무장관으로 임명되기 몇 주 전에 재비드 장관의 영향력을 줄이기 위해 수낵이 이끄는 새로운 재무부가 설립될 수도 있다는 언론 브리핑이 나왔다. 수낵은 존슨의 수석 고문인 도미니크 커밍스의 총애를 받아 존슨 충성파로 간주되었고, 2019년 선거 토론에서 존슨의 보수당의 대리인으로 보여주었던 모습으로 인해 "떠오르는 스타"의 이미지를 가지고 있었다.  2020년 2월, 가디언은 재비드가 장관에 남아있을 것이며, 수낵은 재무부의 수석 비서로 남아 커밍스가 재비드를 "감시"할 수 있을 것이라고 보도했다.
그러나 2월 13일 수낵은 내각 개편의 일환으로 장관으로 승진했다. 재비드는 존슨과의 회동을 갖고 당일 사임했다. 존슨은 회동에서 재비드가 선택한 자문단을 모두 해임하고 커밍스가 선택한 사람들로 대체하면 장관직을 유지할 수 있게 해주겠다고 제안하였다. 재비드는 언론 협회에 "자존심 있는 어떤 장관도 그 조건을 받아들이지 않을 것"이라고 말했다. 일부 정치 평론가들은 수낵의 임명이 재무부의 다우닝가로부터의 독립의 종말을 알리는 신호로 보았고, 파이낸셜 타임스의 수석 정치평론가 로버트 슈림슬리는 "좋은 정부는 종종 고위 장관들, 특히 재무장관에 달려있다"고 주장했다.

### 코로나19

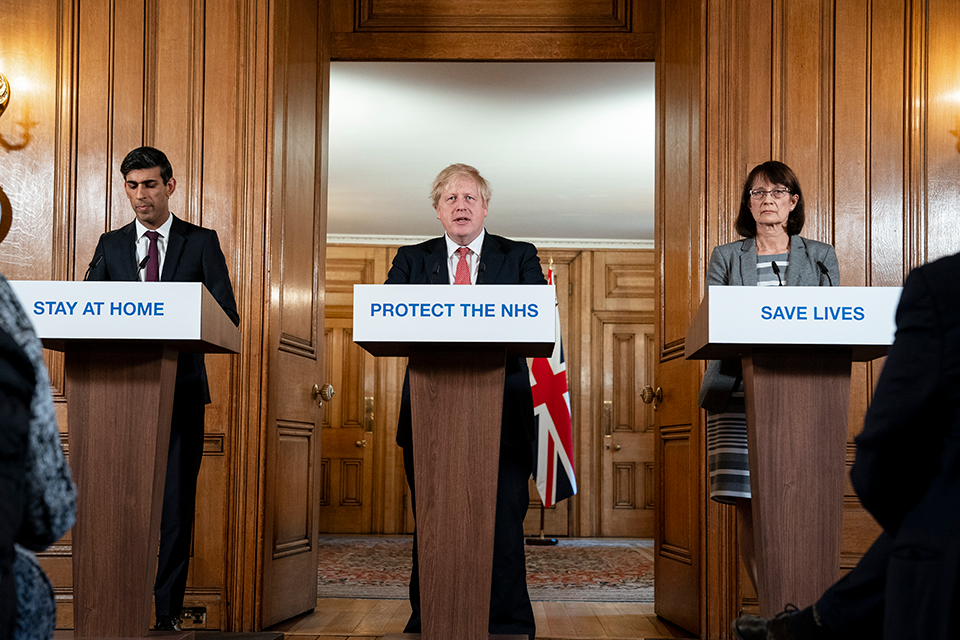
2020년 3월 20일 보리스 존슨과 함께 언론 앞에 선 모습.

수낵은 2020년 3월 11일에 처음으로 예산을 집행하였다. 300억 파운드의 재정이 추가로 포함되었으며, 이 중 120억 파운드는 코로나19 범유행의 경제적 영향을 완충시키기 위해 할당되었다.
코로나19 범유행의 경제적 악영향이 두드러지며, 일부 근로자들이 재무부의 소득 지원 조치를 받지 못한다는 사유로 수낵 총리의 조치는 비판을 받았다. 자유민주당의 에드 데이비 대표 권한대행은 수백 명의 하원의원들이 총리와 접촉한 후 "꿈의 직장이 악몽으로 바뀌면서" 사람들이 부당하게 매달려 말라 비틀어져간다고 말했다. 'Institute for Employment Studies'는 기준일보다 늦게 새 직장을 얻어 어떤 형태의 정부 지원도 받을 수 없는 사람을 약 10만명으로 추산했고, 'British Hospitality Association'는 35만~50만 명으로 추산했다.
수낵은 보리스 존슨과 함께 파티에 참석했다는 이유로 존슨과 함께 과태료 통지서를 받았지만, 진술서를 제출하거나 사임하지는 않았다.

#### 일자리 유지 정책

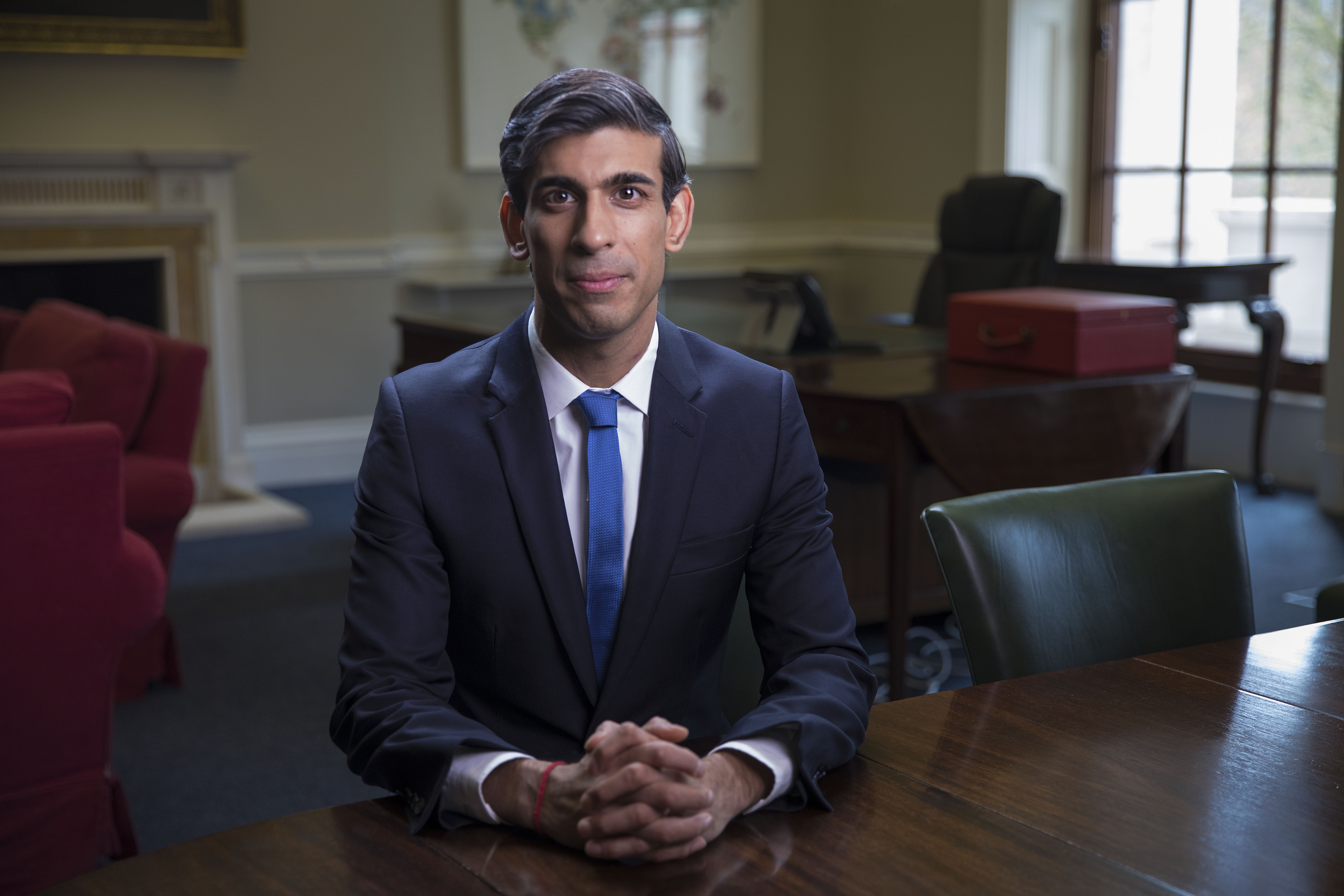
2020년 4월의 모습.

3월 17일, 수낵은 3,300억 파운드의 긴급 지원 프로그램과 직원들을 위한 일시 휴가(furlough) 계획을 도입했다. 영국 정부가 이런 직원 유지 제도를 만든 것은 이번이 처음이었다. 이 제도는 2020년 3월 20일 고용주가 직원 임금과 고용 비용의 80%를 매월 총 2,500파운드까지 지급할 수 있는 보조금을 제공하기 위해 도입되었다. 운영 비용은 한 달에 140억 파운드로 추산된다.
일자리 유지 계획은 3월 1일부터 3개월 동안 시험적으로 운영되었다. 3주 동안 봉쇄가 전국으로 확대된 후, 수낵은 이를 2020년 6월 말까지 연장하였다. 5월 말에는 2020년 10월 말까지 연장했다. 일자리 유지 정책 연장은 1930년대 이후 볼 수 없었던 대량 해고, 회사 파산, 잠재적 실업 수준을 피하거나 최소한 연기하기 위해 이루어졌다. 2020년 10월 31일 영국에서 두 번째 봉쇄가 있은 후 이 정책은 2020년 12월 2일까지 연장되었고, 2020년 11월 5일에는 2021년 3월 31일까지 연장되었다. 2020년 12월 17일, 프로그램은 2021년 4월 30일까지 연장되었다. 2021년 3월 3일 예산집행에서는 2021년 9월 30일까지 한 번 더 연장되었다고 발표했다.

## 보수당대표 경선

### 2022년 7월

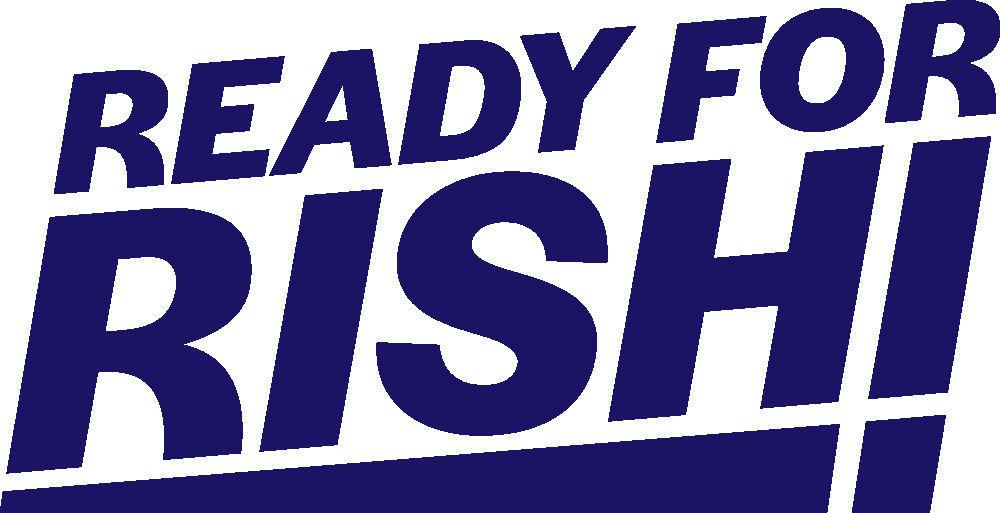
수낵의 경선 구호. RISHI의 I가 느낌표처럼 표현되었다.

2022년 7월 8일, 수낵은 존슨의 후임으로 보수당 대표 선거에 출마했다. 수낵은 소셜 미디어에 올린 비디오에서 "신뢰를 회복하고, 경제를 재건하고, 나라를 통일하겠다"고 썼다. 그는 자신의 가치관이 "애국심, 공정성, 노력"이라고 말했으며, "성중립 언어를 단속하겠다"고 약속했다. 존슨을 지지한 보수 정치인들은 수낵에게 총리 사임의 책임이 있다고 비판했고, 존슨의 주요 지지자인 제이콥 리스모그는 수낵을 "높은 세금 장관"(high tax chancellor)이라고 불렀다.
7월 20일, 수낵과 리즈 트러스 외무장관은 최종 경선에 참가할 자격을 얻었다. 당원 투표에서 트러스는 57.4%의 득표율을 얻어 수낵을 제치고 새로운 당수가 되었다.

### 2022년 10월
그런데 2022년 10월 20일 리즈 트러스의 사임 이후, 수낵은 보리스 존슨과 함께 약식 대표 경선에 출마할 가능성이 점쳐졌다. 10월 22일, 수낵은 10월 24일 투표에 참여하기 위해 필요한 지지자 100명을 확보했다고 보고했다. 토비아스 엘우드는 트위터에 "#Ready4Rishi를 지지한 100번째 토리당 의원이 되어 영광"이라고 썼다. 10월 22일 오후, 공개적으로 지지를 선언한 의원들의 총수는 100명을 넘었다. 10월 23일 수낵은 자신이 선거에 출마할 것이라고 선언했다. 존슨과 모던트가 경선에서 물러난 후 수낵은 보수당의 새로운 당대표가 되었고, 영국의 총리로 확정되었다.